# Blik
Blik er en betegnelse for tynde metalplader på 0,3-2 mm i tykkelsen. Normalt er der tale om jernblik, der er lavet i jern, men der findes også andre typer blik som aluminiumsblik (lavet i aluminium i tykkelsen 0,12-0,20 mm og benyttes især til sodavands- og øldåser) og hvidblik (jernblik belagt med et tyndt lag tin).
Almindeligt jernblik var meget populært i 1800-tallet til fremstilling af eksempelvis kander, dørslag og kagedåser, og i 1900-tallet blev det meget brugt til legetøj.